# Caloptilla australis
Caloptilla australis är en insektsart som beskrevs av Sjöstedt 1921. Caloptilla australis ingår i släktet Caloptilla, och familjen gräshoppor. Inga underarter finns listade.